# María Pérez Martín
María Pérez Martín (Málaga, 7 de octubre de 1999) es una jugadora de balonmano femenino que juega de central en el Club Balonmano Morvedre.

## Trayectoria
Criada en la prolija cantera del Málaga Norte desde los 10 años, en el malagueño barrio de Ciudad Jardín, por motivos de estudio jugó una temporada en la División de Honor Plata en el Vicar Bahía de Almería donde se destapó como una solvente goleadora llegando a anotar 1 de cada 6 tantos del equipo vicario.
Recaló, en la temporada 2018–19, en el Málaga Costa del Sol. Debutó ante el KH-7 Bm Granollers, con el número 18, el 21 de diciembre de 2018. Ante la baja repentina de Hanna Yashchuck, María Pérez fue elegida por Diego Carrasco para cubrir la baja y, en la temporada 2020–21 fue firmada como jugadora del primer equipo de pleno derecho, ya con Suso Gallardo en el banquillo. 
En esa temporada debutó también en Europa, en la Challenge Cup, en el partido de ida ante el H.V. Quintus que se celebró el 2 de marzo de 2019 en el pabellón el Limón de Alhaurin de la Torre y anotó su primer gol en competición europea.
En la pretemporada 2021–22 sufrió una rotura del ligamento interno, del ligamento cruzado y del menisco externo de la rodilla izquierda en un partido ante el Rocasa en Elche, que la tuvo fuera de la competición hasta septiembre del 2022, 370 días después, debido a varias complicaciones (se le formó las dos veces un cíclope, un callo, que le impedía extender completamente la rodilla) que la obligaron a pasar por quirófano dos veces más. Para coger ritmo de competición, la temporada 2022–23 la llevó a cabo con el equipo de División de Honor Plata, el Antequera Costa del Sol, con el que compaginaba sus apariciones con el equipo de División de Honor.
Fue parte de la histórica generación malagueña que, entre 2019 y 2023 conquistó una Liga Guerreras Iberdrola, dos Copas de S.M. la Reina, una Supercopa de España y una EHF European Cup, además de 2 subcampeonatos de Liga y 1 subcampeonato de Europa.
Comparte posición en el equipo malagueño con las veteranas Estela Doiro, Silvia Arderius y Espe López, entrando en las rotaciones y jugando minutos de calidad.
La jugadora se despidió al finalizar la final de Liga y anunció su fichaje por el Bolaños, en el que estuvo una temporada para, al año siguiente, fichar por el equipo recién ascendido a la División de Honor española Balonmano Morvedre. En el conjunto verdinegro fue la máxima goleadora, anotando 102 tantos en 21 partidos, lo que la situó en la posición 10.ª en el ranking de máximas goleadoras de la competición.

### Clubes
- Inicio-2017: Málaga Norte
- 2017-18: Vicar Bahía de Almería
- 2018-23: Málaga Costa del Sol
- 2023-24: Balonmano Bolaños
- 2024: Balonmano Morvedre

### Datos(a fecha de julio de 2022):[14]
|          | Liga | Copa | EHF |
| -------- | ---- | ---- | --- |
| Partidos | 68   | 6    | 12  |
| Goles    | 171  | 2    | 12  |

## Palmarés

### Clubes
- 1 x Liga Guerreras Iberdrola (2022–23)[9]
- 1 x Copa de la Reina de balonmano (2019–20)[15]
- 1 x Supercopa de España (2021)
- 1 x Copa de la EHF (2021)[16]

## Vida
Compagina su profesión de jugadora de balonmano con sus estudios universitarios y es licenciada en magisterio de educación primaria.